# Systole (rodzaj)
Systole – rodzaj błonkówek  z rodziny zagładkowatych. Obejmuje 40 opisanych gatunków.

## Morfologia
Jako synapomorfie rodzaju wymienia się cechy budowy głowy takie jak brak jakiejkolwiek ornamentacji na przestrzeni intertorularnej, zwężony u podstawy pierwszy człon biczyku czułka oraz most zapoliczkowy o szczątkowych bruzdach i bez pośrodkowego pasma ornamentacji.

## Ekologia
Larwy większości gatunków są endofitofagami przechodzącymi rozwój w nasionach selerowatych, a rzadziej jasnotowatych. Znaleźć w obrębie rodzaju można też parazytoidy. Wśród ich żywicieli wymieniane są pluskwiaki z rodziny miodówkowatych, chrząszcze z rodziny ryjkowcowatych oraz motyle z rodzin miernikowcowatych i sówkowatych. Z kolei sami przedstawiciele rodzaju Systole padają ofiarami parazytoidalnych błonkówek z rodzin wiechońkowatych, raniszkowatych i Euplemidae.

## Taksonomia
Takson ten wprowadzony został w 1832 roku przez Francisa Walkera. Wprowadzony w 1969 roku przez Vladimíra Kalinę rodzaj Pseudosystole zsynonimizowany został z Systole w 2007 roku przez Hosseina Lotfalizadeha i innych na podstawie wyników morfologicznej analizy filogenetycznej.
Do rodzaju należy 40 opisanych gatunków:

- Systole abnormis Ashmead, 1894
- Systole albipennis Walker, 1832
- Systole allergica Abdul-Rassoul, 1980
- Systole apionivorans Abdul-Rassoul, 1980
- Systole atlanticus Ferrière, 1960
- Systole atratula (Dalla Torre, 1898)
- Systole besaparica Stojanova, 2002
- Systole bipunctata Erdös, 1952
- Systole brevithorax Abdul-Rassoul, 1980
- Systole brunnicornis Zerova et Cam, 2003
- Systole bugbeei (De Santis, 1975)
- Systole calycopterae Narendran, 1994
- Systole complanata Zerova, 1972
- Systole conspicua Erdös, 1951
- Systole coriandri Gussakovsky, 1933
- Systole cuspidata Zerova, 1970
- Systole dissimilis (Szelényi, 1975)
- Systole elongata Zerova, 1970
- Systole eremodauci Zerova, 1994
- Systole foeniculi Otten, 1941
- Systole geniculata Förster, 1861
- Systole goaensis Narendran, 1994
- Systole hofferi (Kalina, 1969)
- Systole kezivi Zerova, 2005
- Systole longicornis Abdul-Rassoul, 1980
- Systole marinazerovae Stojanova, 2002
- Systole merawensis Abdul-Rassoul, 1990
- Systole minima Zerova et Cam, 2003
- Systole minuta Ashmead, 1894
- Systole myartsevae Zerova, 2005
- Systole nirupama Narendran, 1994
- Systole plana Zerova et Cam, 2004
- Systole prangicola Zerova, 1972
- Systole rugosa Szelényi, 1971
- Systole salviae Zerova, 1968
- Systole singularis Zerova, 1983
- Systole stidiana (Erdös, 1964)
- Systole tokata Zerova et Cam, 2004
- Systole tuonela Claridge, 1959
- Systole wasseri Zerova, 2005